# Wahl zu den Dorfvorsitzenden in Sierra Leone 2023
Die Wahl zu den Dorfvorsitzenden in Sierra Leone 2023 war eine ursprünglich für April 2022 geplante Kommunalwahl im westafrikanischen Sierra Leone. Sie wurde Mitte 2022 auf den 11. Februar 2023 verschoben. Die Wahl wurde am 1. Februar 2023 erneut, diesmal auf den 21. Oktober 2023 verschoben.
In Sierra Leone gibt es vier verschiedene Arten von Kommunalwahlen, wobei die für die Vorsitzenden der Dörfer nur im Distrikt Western Area Rural in allen 96 Dörfern alle vier Jahre stattfindet. Es handelt sich um eine Direktwahl mit einfacher Mehrheit.